# 四日市地域総合会館 あさけプラザ
四日市地域総合会館 あさけプラザ（よっかいちちいきそうごうかいかん あさけプラザ）は、三重県四日市市大矢知地区にある広域複合施設。

## 概要
四日市市、三重郡の住民の文化、教養、福祉、スポーツ、創作、学習、保健などの様々な活動を通じて、連帯とうるおいのある生活を創造することを目的として1984年8月18日に開館した。
施設には、ホール、体育館、図書館、各種の創作学習室、展示会議室、老人福祉施設、保健衛生施設などが設けられている。

## 館内
| 機能      | 施設名         | 面積                                                          | 定員                                                          | 備考 |
| --------- | -------------- | ------------------------------------------------------------- | ------------------------------------------------------------- | --- |
| 集会      | ホール         | 809 m2 - 舞台11×7.5 m - 客席326席 - 固定席216席 - 移動席110席 | 809 m2 - 舞台11×7.5 m - 客席326席 - 固定席216席 - 移動席110席 | 演劇、音楽会、映画会、講演会などに活用                                                                                     |
| 集会      | 第1小ホール    | 79 m2                                                         | 50人                                                          | ダンス、各種展示、会議室などに活用                                                                                         |
| 集会      | 第2小ホール    | 54 m2                                                         | 40人                                                          | ダンス、各種展示、会議室などに活用                                                                                         |
| 集会      | 屋外ステージ   | 352 m2                                                        | -                                                             | 屋外コンサートなどに活用                                                                                                   |
| 運動      | 体育館         | 1,208 m2                                                      | -                                                             | 各種スポーツ、レクリエーションなどに活用 - 主な設備 - バレーボール2面 - バドミントン6面 - バスケットボール2面 - 卓球台12台 |
| 運動      | 運動広場       | 2,000 m2                                                      | -                                                             | ゲートボールなど軽運動やレクリエーションに活用                                                                             |
| 展示 会議 | 第1展示会議室  | 24 m2                                                         | 10人                                                          | 各種会議、展示、講演などに活用                                                                                             |
| 展示 会議 | 第2展示会議室  | 41 m2                                                         | 30人                                                          | なお、第1から第3まで1室として一体利用も可能                                                                                |
| 展示 会議 | 第3展示会議室  | 40 m2                                                         | 30人                                                          | |
| 展示 会議 | 第4展示会議室  | 53 m2                                                         | 40人                                                          | 各種会議、展示、講演などに活用                                                                                             |
| 展示 会議 | 第5展示会議室  | 53 m2                                                         | 40人                                                          | なお、第4、第5を1室として一体利用も可能                                                                                    |
| 創作 学習 | 茶室           | 12畳                                                          | 20人                                                          | サークル、クラブ、各種創作・学習活動などに活用                                                                             |
| 創作 学習 | 料理室         | 158 m2                                                        | 36人                                                          | サークル、クラブ、各種創作・学習活動などに活用                                                                             |
| 創作 学習 | 美術室         | 93 m2                                                         | 60人                                                          | サークル、クラブ、各種創作・学習活動などに活用                                                                             |
| 創作 学習 | 音楽室         | 93 m2                                                         | 60人                                                          | サークル、クラブ、各種創作・学習活動などに活用                                                                             |
| 創作 学習 | 陶芸室         | 46 m2                                                         | 20人                                                          | サークル、クラブ、各種創作・学習活動などに活用                                                                             |
| 図書館    | 図書室         | 424 m2                                                        | -                                                             | 閲覧、貸出、調べ学習に活用                                                                                                 |
| 図書館    | 学習室         | 64 m2                                                         | -                                                             | 学習の場として活用（高校生以上利用可）                                                                                     |
| 老人 福祉 | 浴室           | 110 m2                                                        | -                                                             | 老人福祉サービス施設として、健康増進、休養、談話、趣味、レクリエーションなどに活用                                         |
| 老人 福祉 | 第1集会室      | 39畳                                                          | 40人                                                          | 老人福祉サービス施設として、健康増進、休養、談話、趣味、レクリエーションなどに活用                                         |
| 老人 福祉 | 第2集会室      | 80 m2 （ステージを除いた面積52 m2）                           | 40人                                                          | 老人福祉サービス施設として、健康増進、休養、談話、趣味、レクリエーションなどに活用                                         |
| 保健 衛生 | 問診室         | 41 m2                                                         | -                                                             | 各種定期検診、育児相談などに活用                                                                                           |
| 保健 衛生 | 検診室         | 22 m2                                                         | -                                                             | 各種定期検診、育児相談などに活用                                                                                           |
| 保健 衛生 | 身体測定室     | 41 m2                                                         | -                                                             | 各種定期検診、育児相談などに活用                                                                                           |
| 保健 衛生 | 機能回復訓練室 | 101 m2                                                        | -                                                             | 器具を使用し健康増進の場として活用                                                                                         |

（以上の表は）

## アクセス

### 鉄道
- 近畿日本鉄道 近鉄富田駅下車 徒歩約15分
- 三岐鉄道 近鉄富田駅下車 徒歩約15分
- JR東海 富田駅下車 徒歩約22分

### バス
- 四日市市自主運行バス あさけプラザ停留所下車すぐ

### 自動車
- 東名阪自動車道 四日市東ICから約10分
- 国道23号 霞大橋交差点から約10分
- 国道1号 近鉄富田駅口交差点から約5分
- 国道1号北勢バイパス 大矢知交番東交差点から約2分